# Synagogue consistoriale du quai Kléber (Strasbourg 1898-1941)
L’ancienne synagogue consistoriale de Strasbourg était un édifice religieux, situé sur le quai Kléber à côté de l’ancienne gare de chemin de fer, construit en 1898, incendié en 1940 par des membres des Jeunesses hitlériennes et rasé en 1941.
Elle se trouvait à l'angle entre le quai Kléber et la rue du Marais-Vert, à l'emplacement de l'actuel square de l'ancienne synagogue, devant le centre commercial Place des Halles.

## Contexte historique

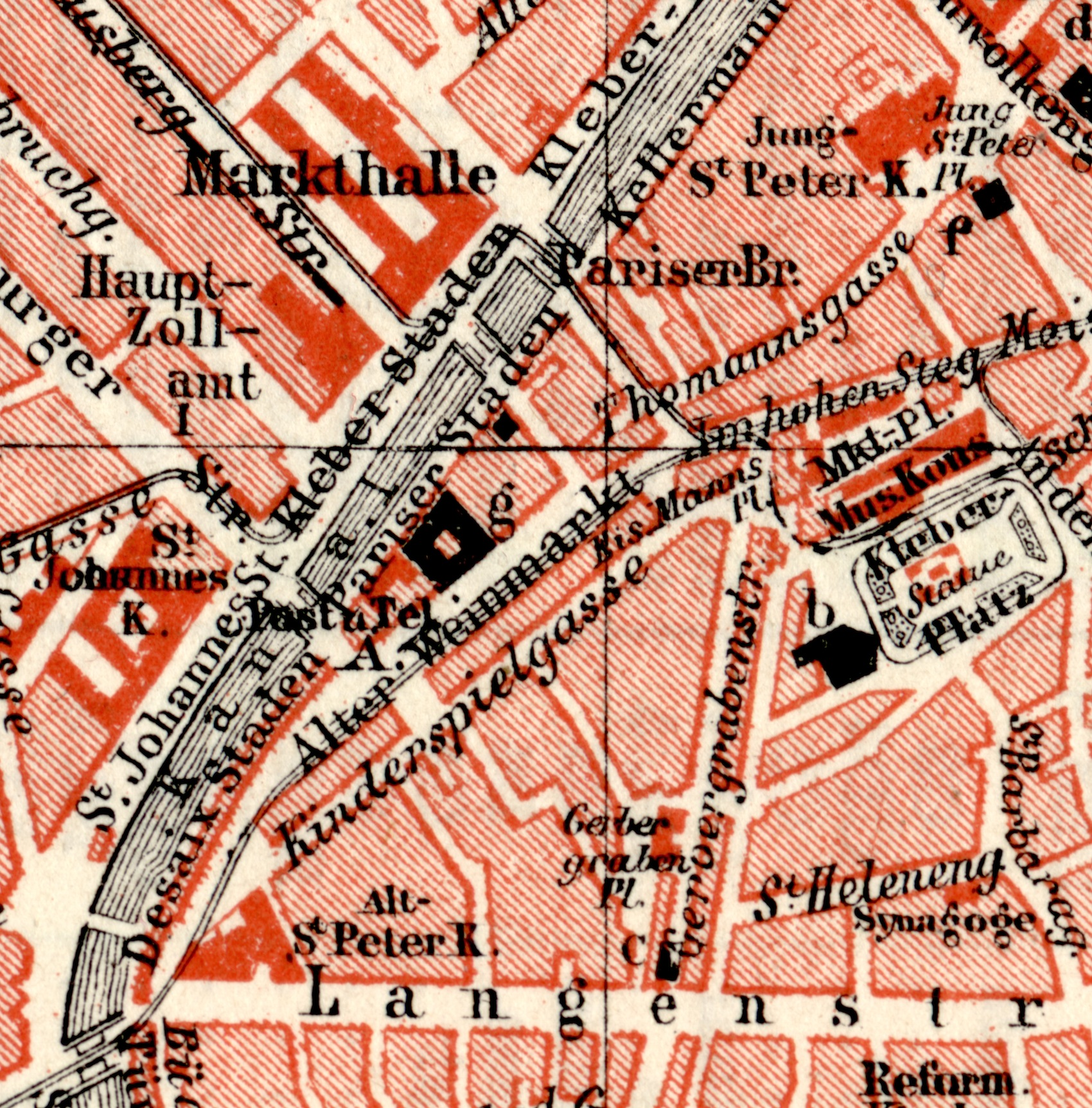
En haut à gauche, la nouvelle synagogue est construite sur l’emplacement de la Hauptzollamt.
En bas à droite, dans rue Sainte Hélène, emplacement de la première synagogue de 1834. Plan de 1888.

Après la guerre franco-allemande de 1870 et l’annexion de l’Alsace-Lorraine, Strasbourg se transforme sous l’action des autorités allemandes qui décident de faire de son urbanisme une vitrine de l’Empire allemand. L’éclectisme architectural se traduit par l’apparition de nombreux édifices de style néoroman, de style néogothique, ou encore de style néo-Renaissance.
Du fait de l’augmentation de la population juive à Strasbourg, la synagogue de la rue Sainte-Hélène, construite en 1834, devient trop petite. La communauté envisage, dès 1889, de construire une nouvelle synagogue.

## Construction et aménagements
Le projet retenu est d’un coût total de 775 000 marks. Œuvre de l’architecte Ludwig Levy de Karlsruhe, la première pierre de l’édifice est posée en 1896.
Comme beaucoup d’autres bâtiments strasbourgeois de cette époque, elle est construite dans un style néoroman, mais librement interprété dans un grès rose provenant de Phalsbourg à une époque où le choix du matériau de construction n’était pas anodin. Sa tour octogonale, ses tourelles de chevet et sa façade évoquaient la cathédrale de Spire.
Remplaçant le bâtiment de la direction des douanes, transféré dans la Neustadt, la synagogue inscrivait harmonieusement ses courbes sur le quai Kléber, le long du Fossé du Faux Rempart, entre la rue de Hausbergen et celle du Marais-Vert, à côté de l’ancienne gare de chemin de fer devenue halle de marché couvert.
Le chantier du gros œuvre est terminé en novembre 1897. L’aménagement intérieur achevé, l’inauguration du nouveau lieu de culte se déroule le 8 septembre 1898, 21 Eloul 5658 du calendrier hébraïque. La synagogue avait une capacité d’accueil de 1 639 places, dont 825 pour les hommes, 654 sur la tribune réservée aux femmes, 40 aux choristes et 100 dans l’oratoire.
Le facteur d’orgue E. A. Roethinger de Strasbourg construira les grandes orgues qui comptent soixante deux jeux, trois claviers à cinquante six touches et un pédalier à trente deux marches.

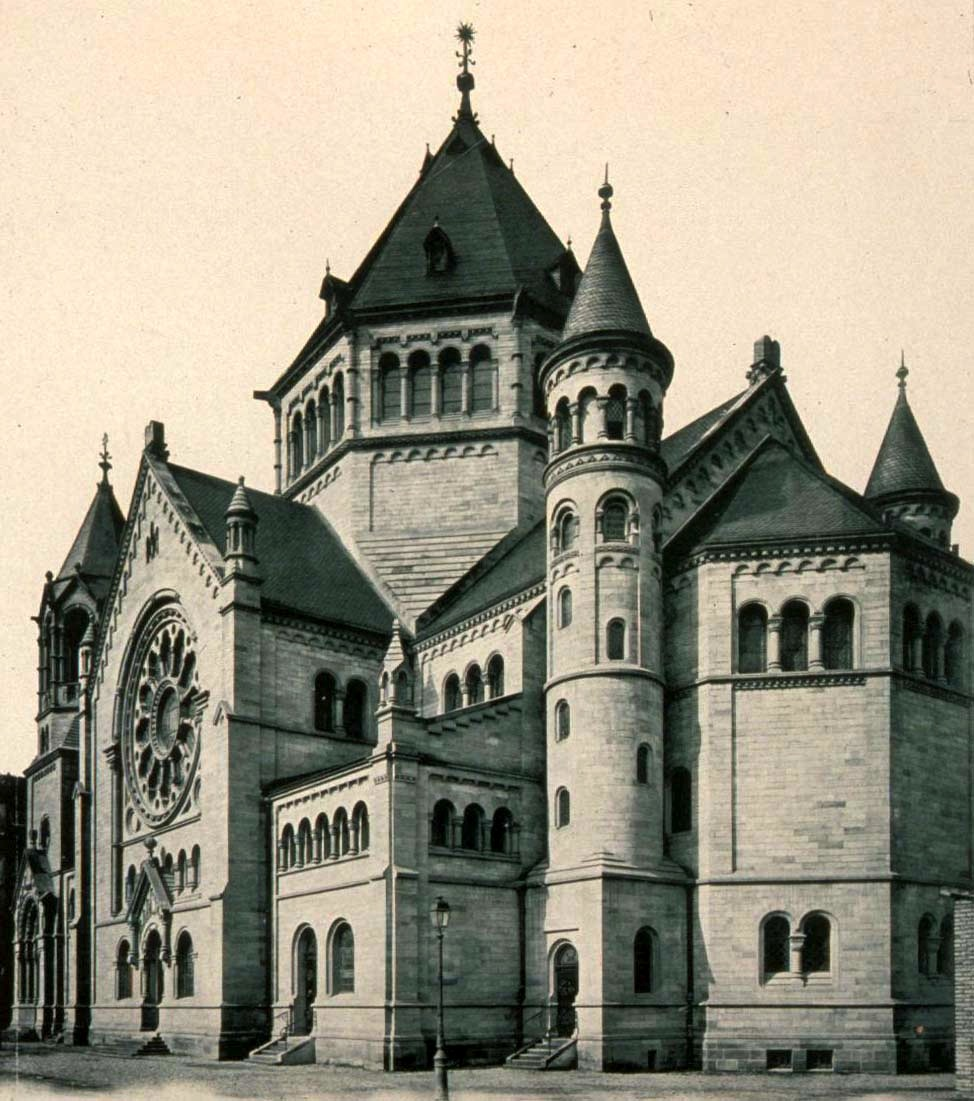
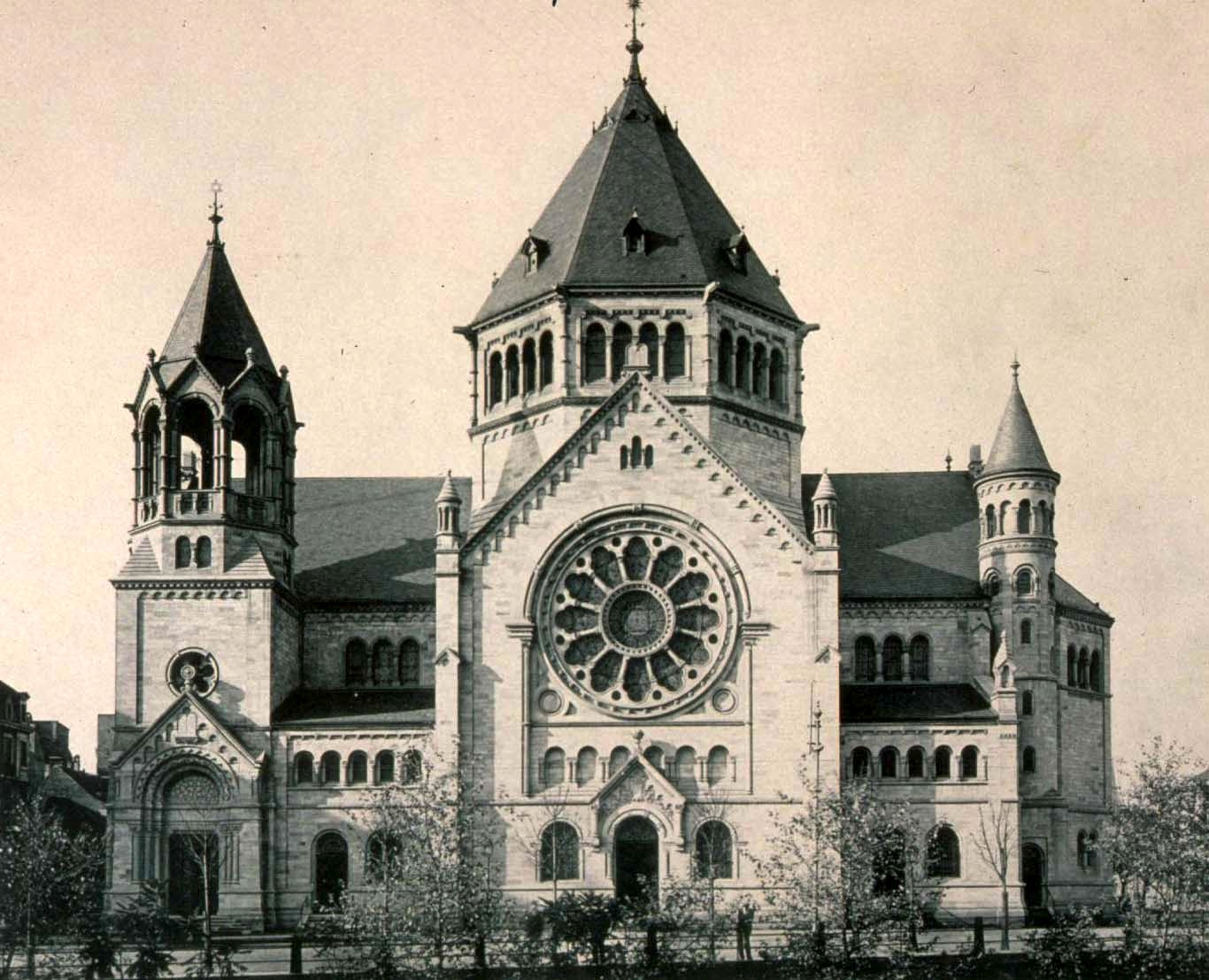
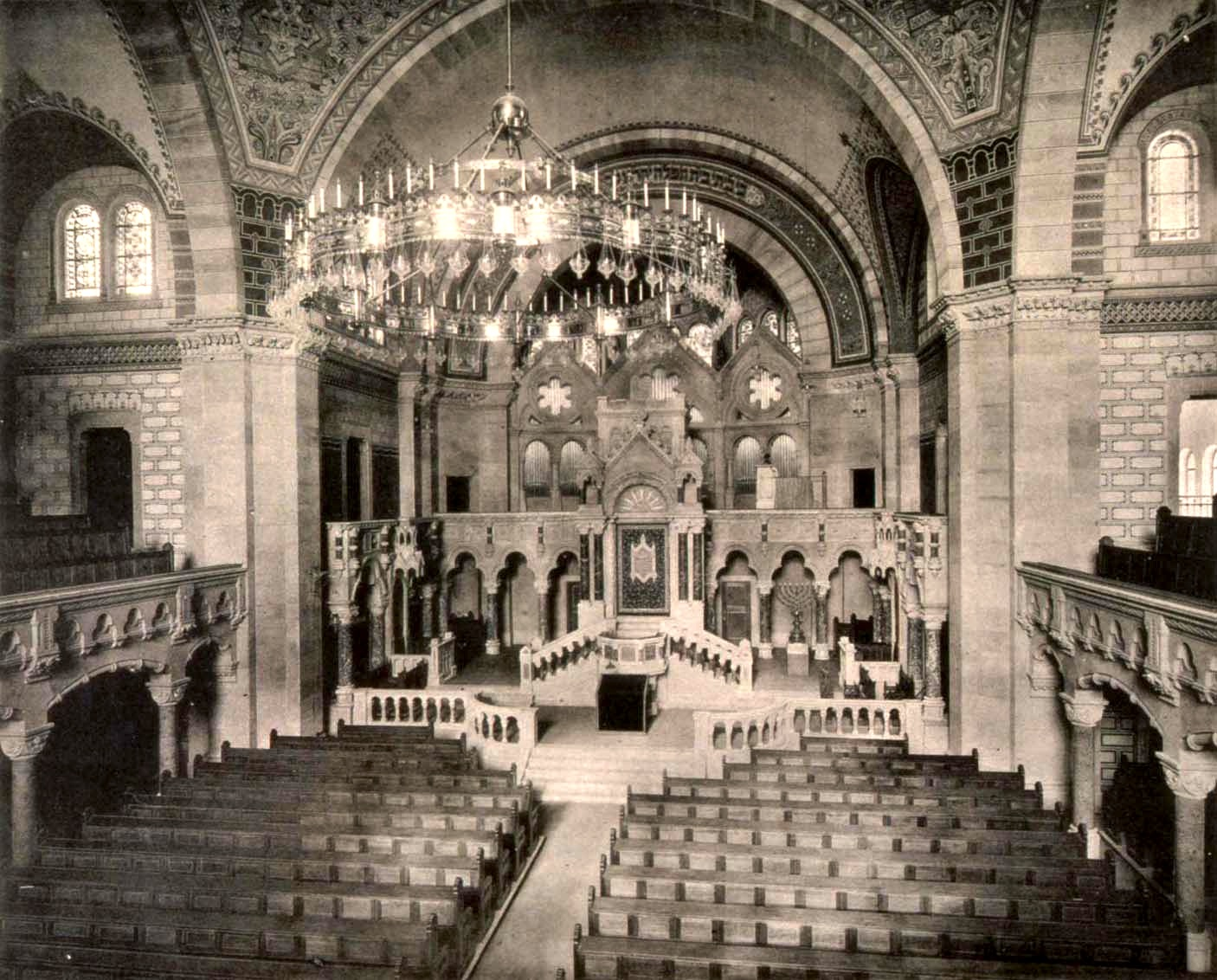
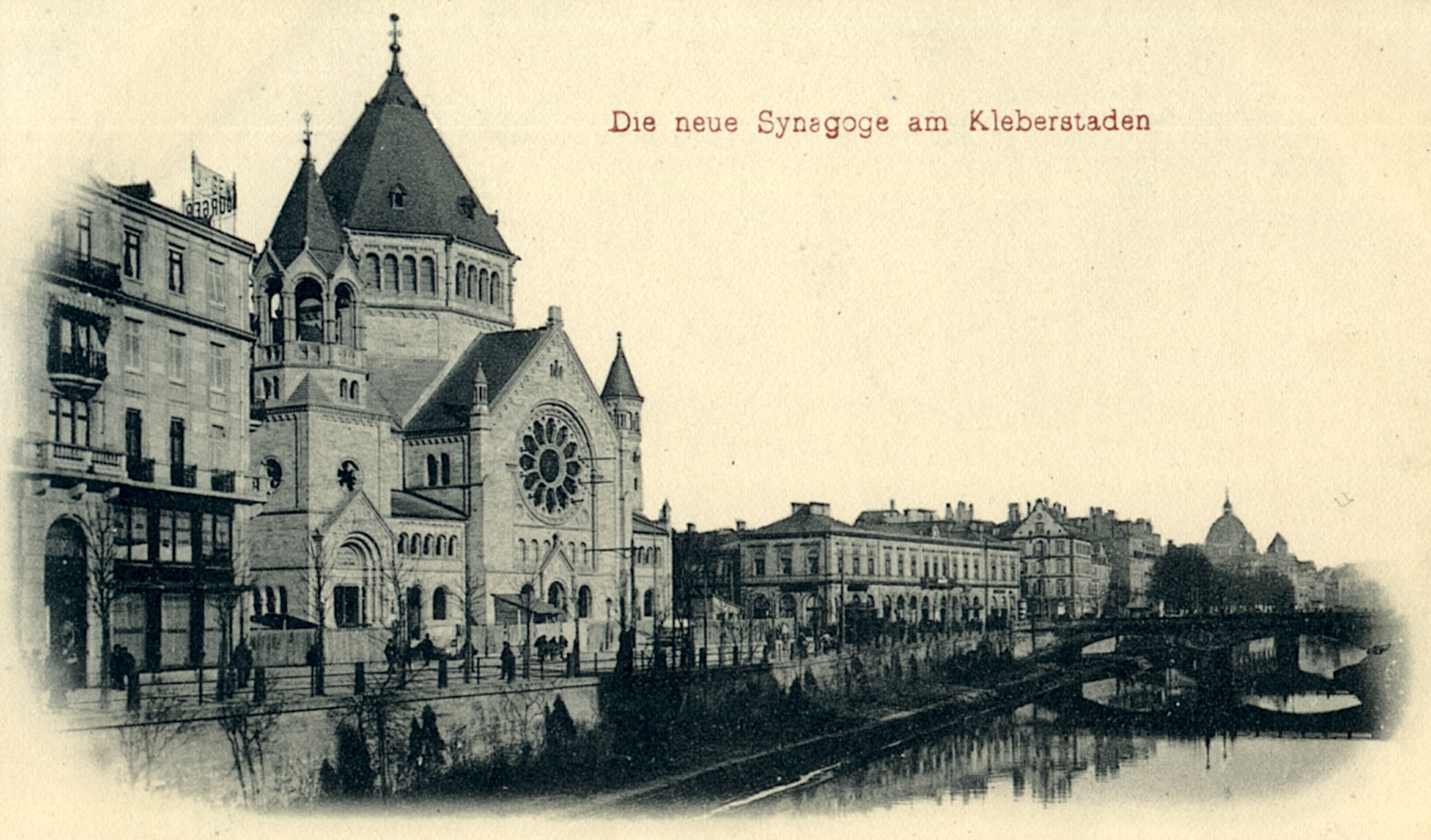
Panorama vers le quai Kléber en 1898.
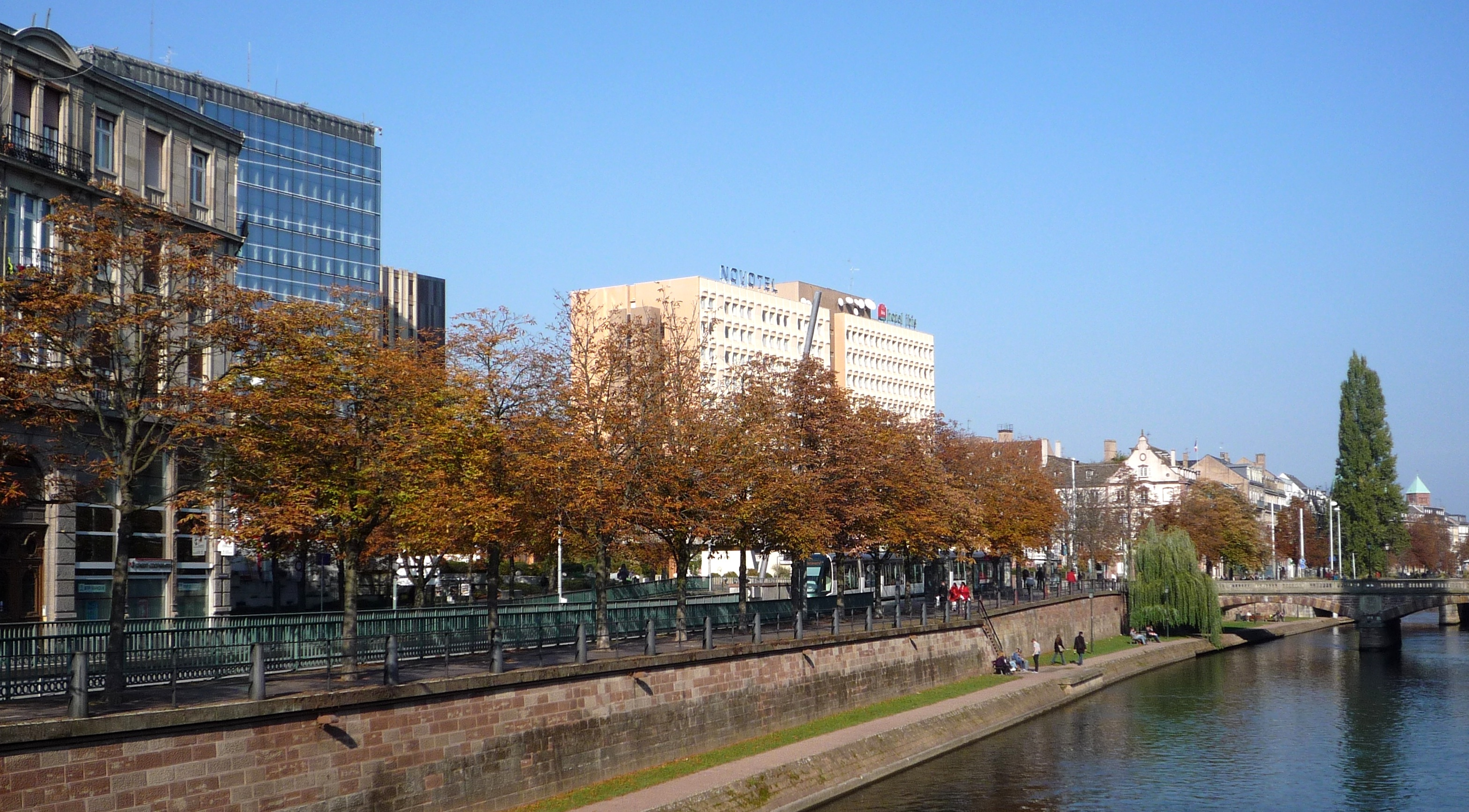
Panorama vers le quai Kléber en 2011.

## Destruction et renaissance de la Communauté

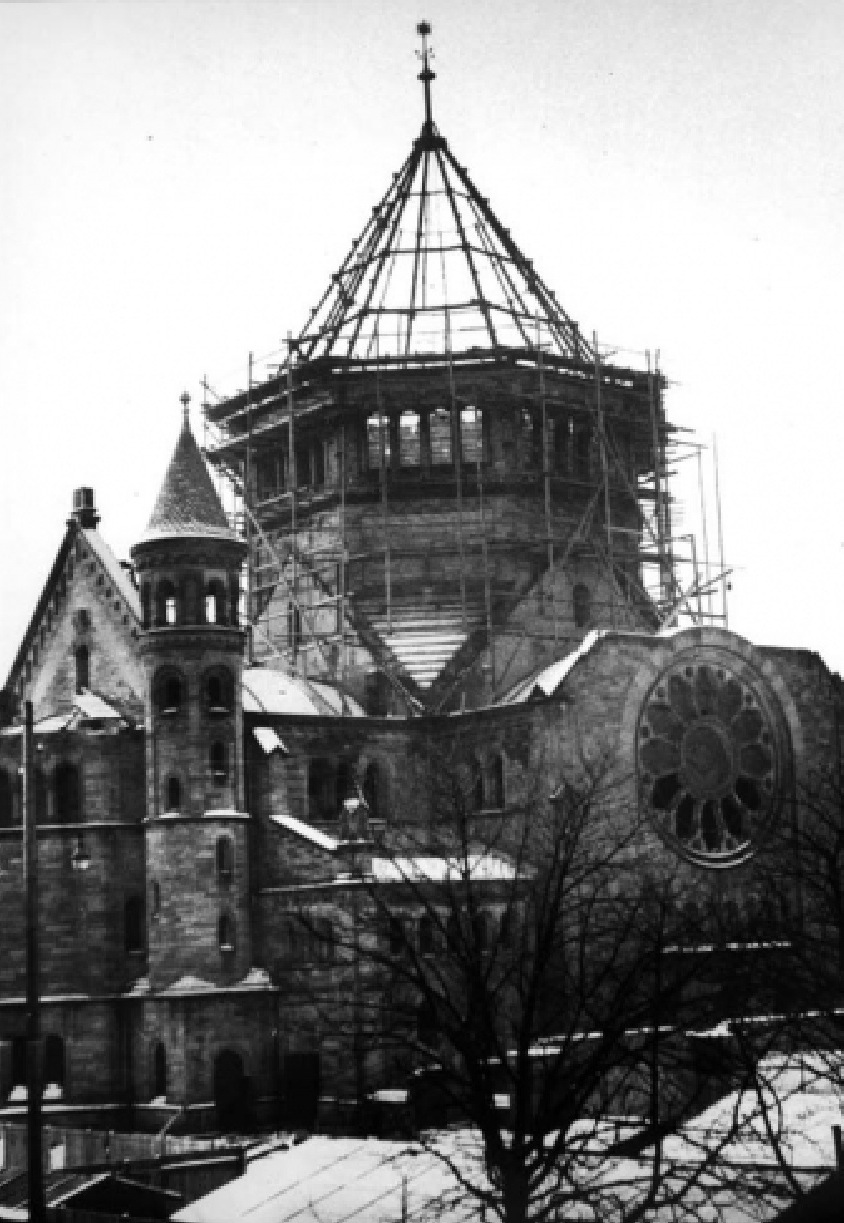
La synagogue après l’incendie, photographiée en décembre 1940. SdJA

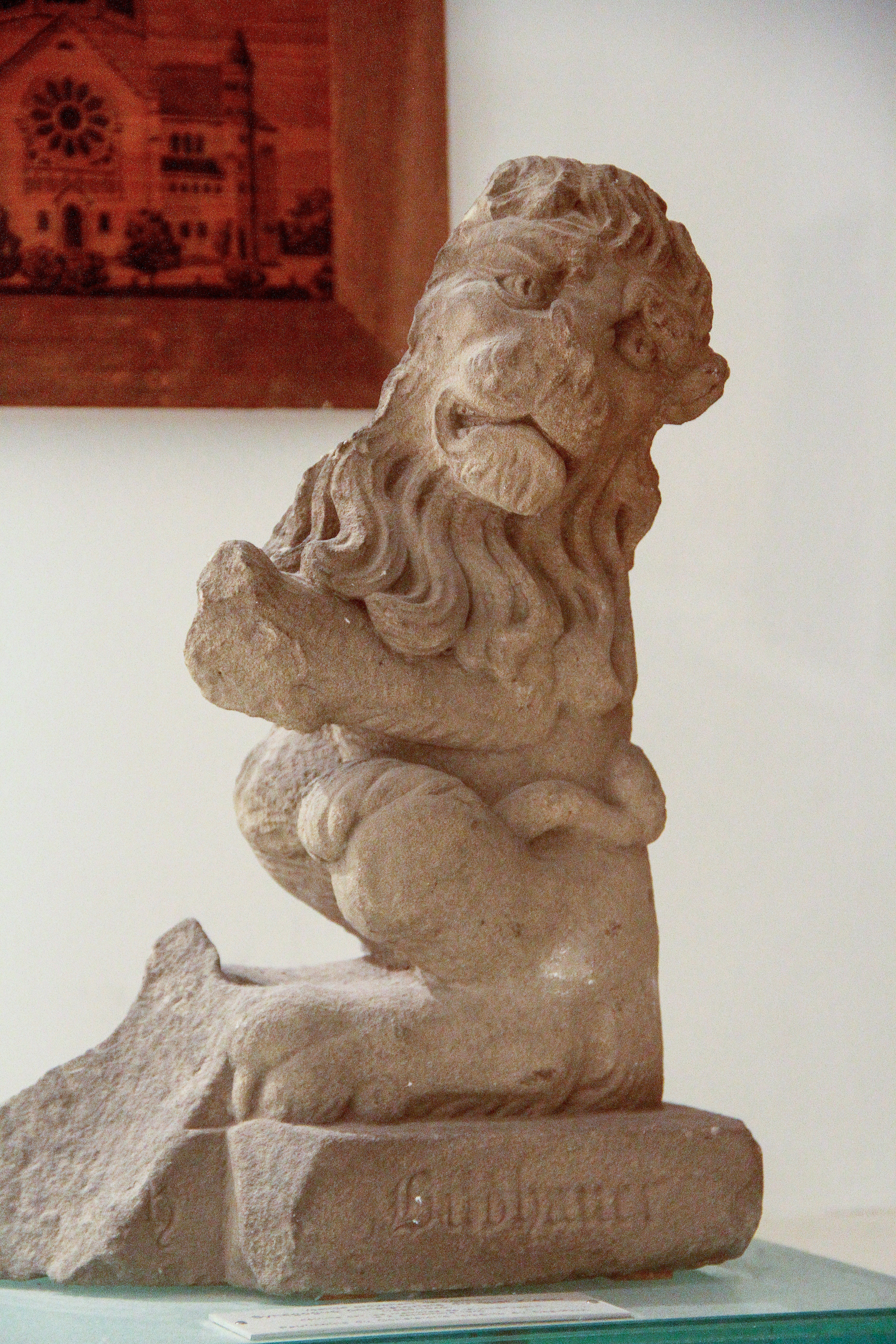
Vestige de l’ancienne synagogue du quai Kléber. Patrimoine du Consistoire israélite du Bas-Rhin.

Pillée de son mobilier et de son orgue qui sont revendus, la synagogue est incendiée par un commando des Jeunesses hitlériennes composé de Badois et d'Alsaciens le 12, le 30 septembre ou le 1er octobre 1940. La ruine qui subsista fut dynamitée et démolie en novembre de l’année suivante.
Les autorités d’occupation accusent les Juifs alors qu’ils étaient soit expulsés, soit réfugiés en Dordogne et dans le Limousin lors de l’évacuation de Strasbourg en septembre 1939. Aucun de ses membres n’avait été autorisé à revenir à Strasbourg et les biens restés dans les appartements évacués aux alentours de la synagogue furent vendus aux enchères ou volés.
Les rescapés de la Shoah se réunissent jusqu’en 1948 à l’école ORT (ancien siège de la Gestapo entre 1940 et 1944) puis au Palais des Fêtes, rue Sellénick.
De 1948 à 1958 la communauté célèbre ses offices dans une synagogue provisoire aménagée dans l’ancien arsenal de la place Broglie, devenue depuis la chapelle de l’aumônerie militaire de Strasbourg.
En 1952, en échange du terrain du quai Kléber la ville propose une parcelle dans le parc du Contades, en bordure de l’avenue de la Paix. La nouvelle Grande synagogue de la Paix est consacrée le 23 mars 1958.
Rien n'a été reconstruit à l'emplacement de la synagogue. S'y trouve aujourd'hui le square de l'ancienne synagogue.
Une stèle du souvenir est installée le 3 octobre 1976, mais à la suite de la construction du centre commercial de la Place des Halles en 1979 à l'arrière du square, elle a été réinstallée à l’entrée de l’allée des Justes-parmi-les-Nations.
La station de tram ouverte en 1994 sur le quai Kléber est nommée Ancienne synagogue - Les Halles.

### L’Allée des Justes-parmi-les-Nations
Le 22 juillet 2012, sur proposition du Conseil représentatif des institutions juives de France (CRIF), la communauté urbaine et la ville de Strasbourg inaugure à cet emplacement l’allée des Justes-parmi-les-Nations qui matérialise l’emprise du parvis de l’ancienne synagogue.

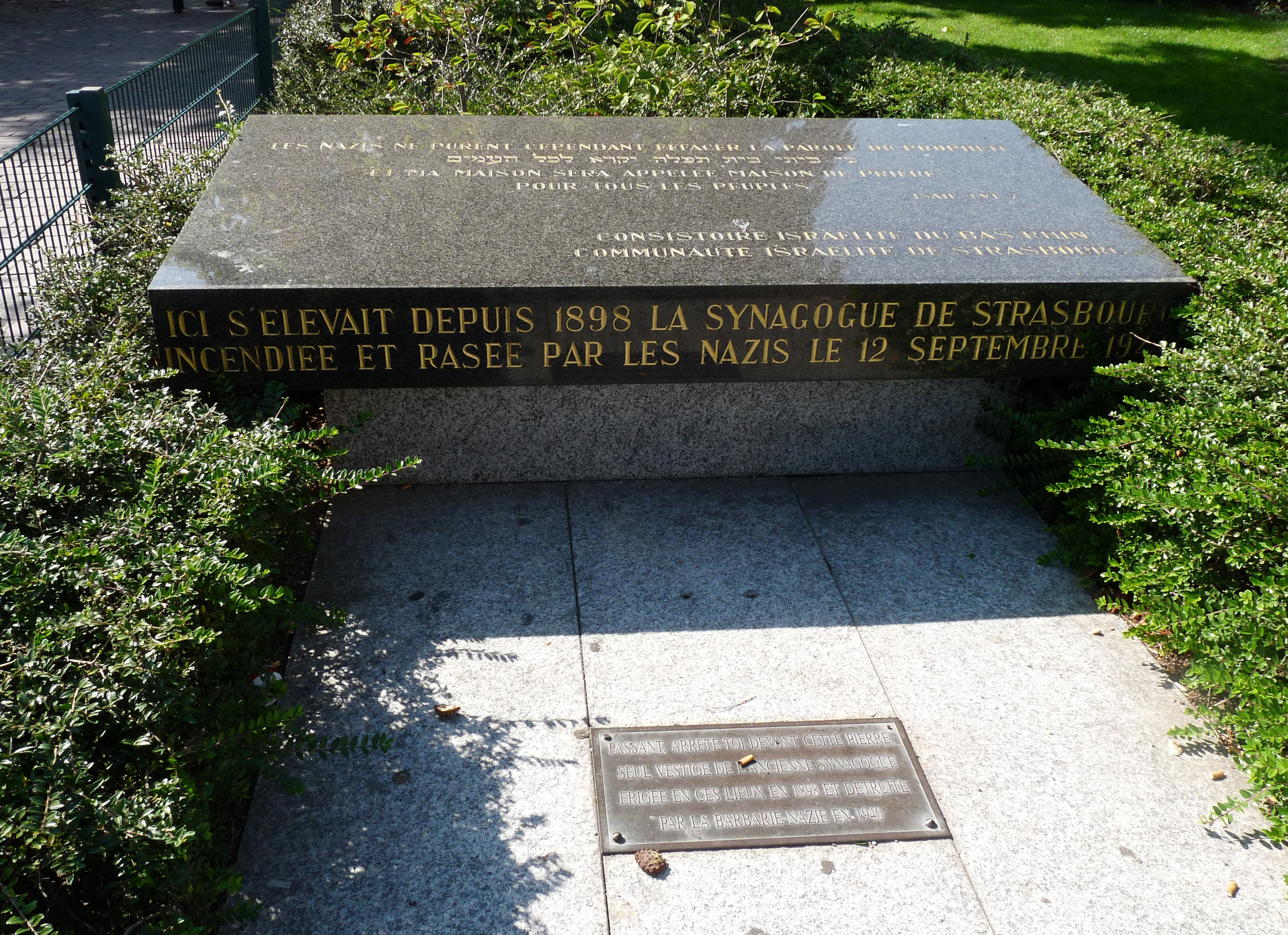
La stèle commémorative, square de l'ancienne synagogue.
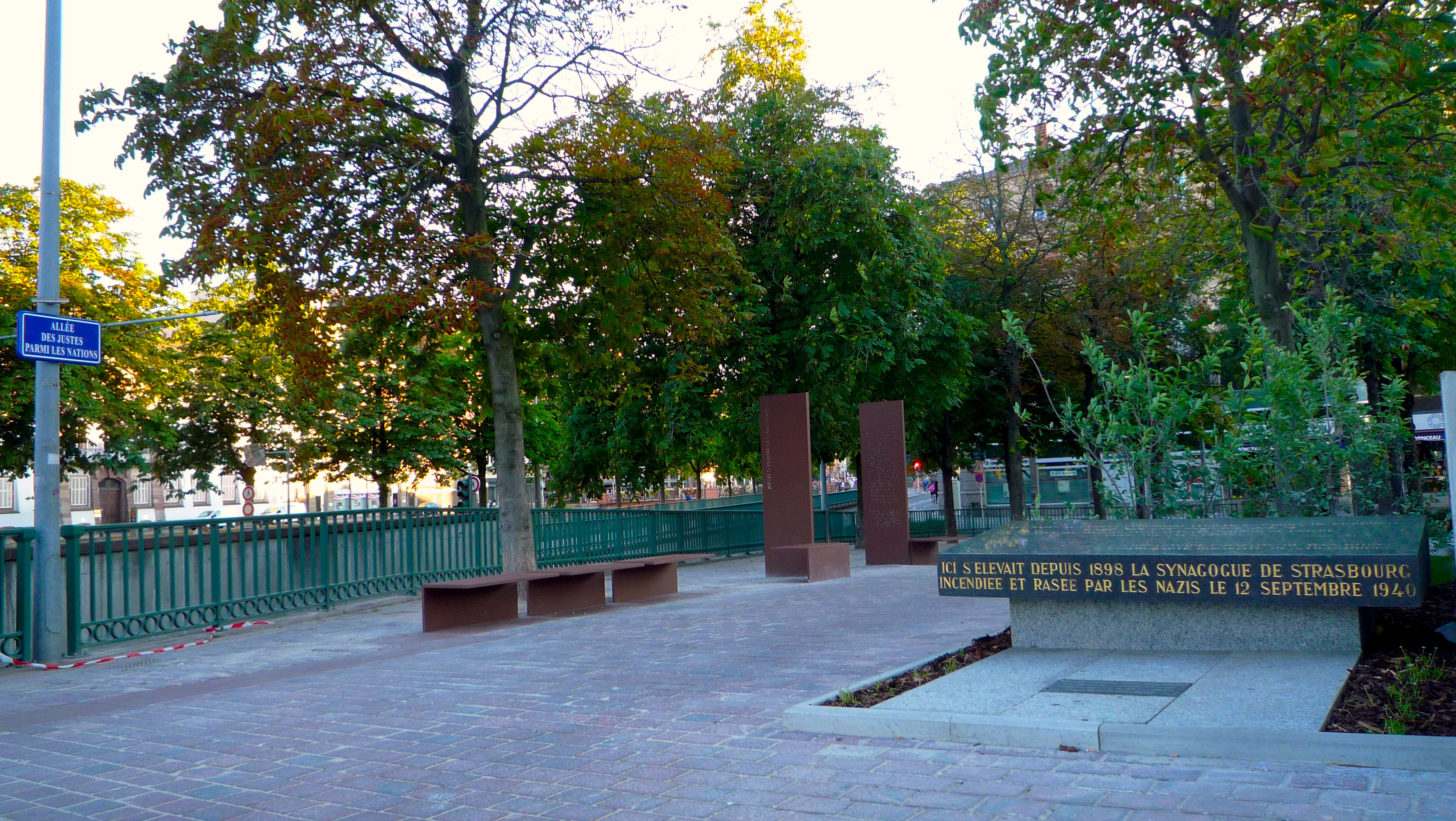
L’allée des Justes parmi les nations.
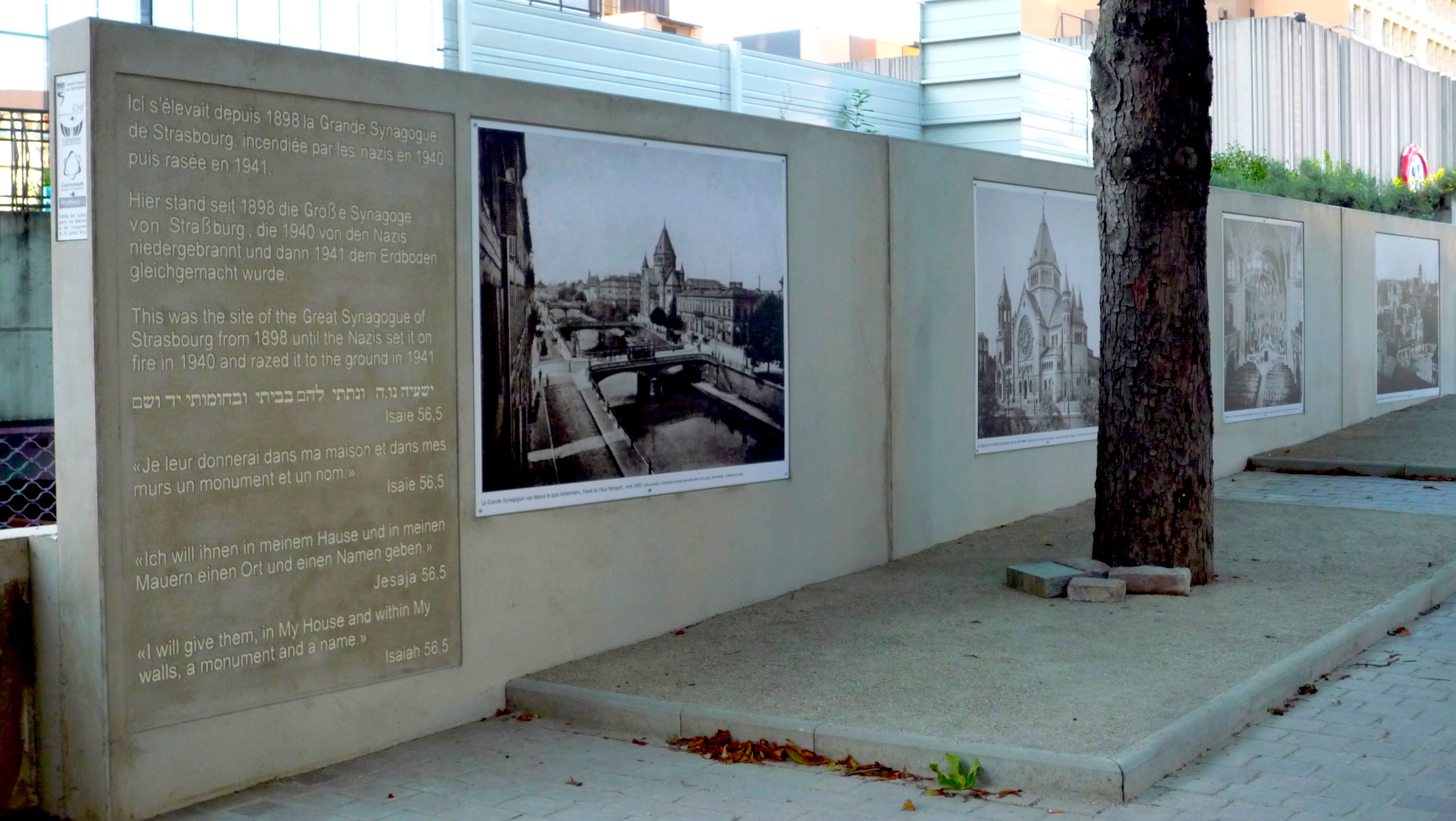
Les images de l’ancienne synagogue exposées dans l’allée des Justes.
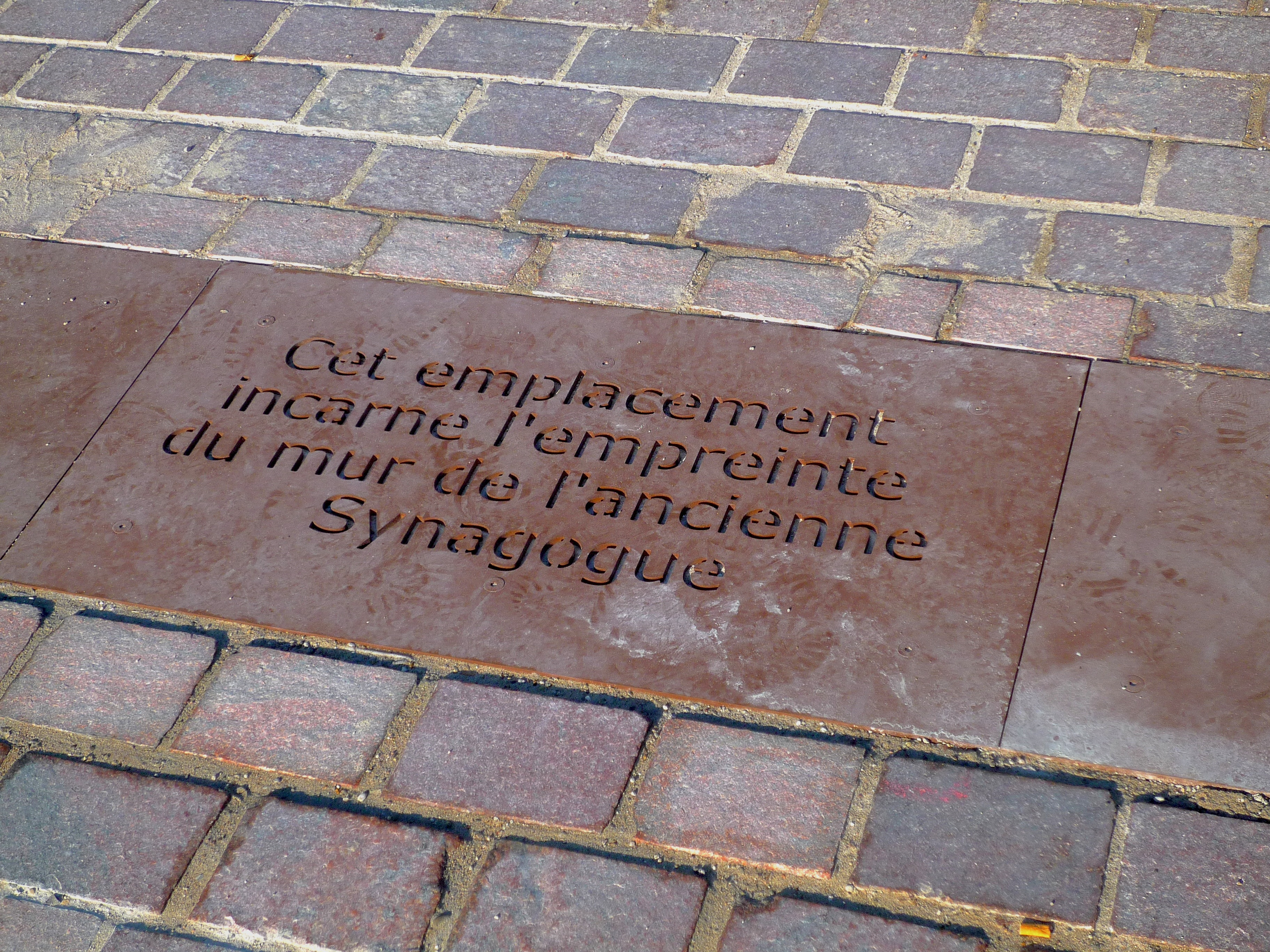
Marquage au sol symbolisant l'emplacement de l'ancienne synagogue.
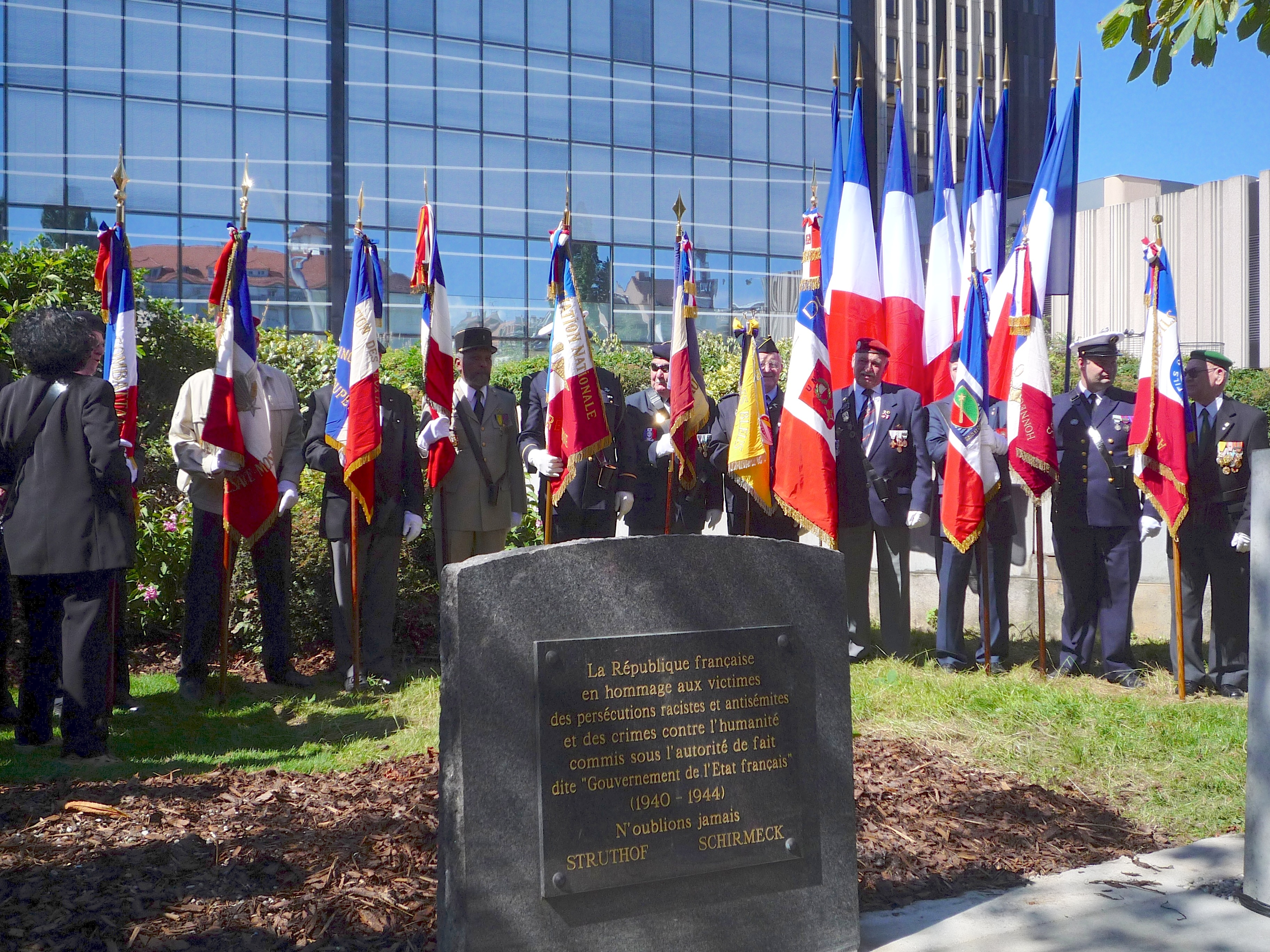
Inauguration de l'allée des Justes, le 22 juillet 2012.